# Guido Pizarro
Guido Hernán Pizarro Demestri (ur. 26 lutego 1990 w Buenos Aires) – argentyński piłkarz pochodzenia włoskiego z obywatelstwem meksykańskim występujący na pozycji defensywnego pomocnika lub środkowego obrońcy, reprezentant Argentyny, trener piłkarski, od 2025 roku prowadzi meksykański Tigres UANL.

## Kariera klubowa
Pizarro pochodzi ze stołecznego Buenos Aires i jest wychowankiem tamtejszego zespołu CA Lanús, do którego seniorskiej drużyny został włączony jako dziewiętnastolatek przez trenera Luisa Zubeldíę. W argentyńskiej Primera División zadebiutował 1 listopada 2009 w wygranym 1:0 spotkaniu z River Plate i od razu wywalczył sobie pewne miejsce w wyjściowej jedenastce. Premierowego gola w najwyższej klasie rozgrywkowej strzelił 19 kwietnia 2010 w zremisowanej 1:1 konfrontacji z Colónem, natomiast w wiosennym sezonie Clausura 2011 wywalczył z Lanús wicemistrzostwo Argentyny. W 2012 roku był bliski przenosin do włoskiego ACF Fiorentina, jednak jego transfer ostatecznie nie doszedł do skutku z powodów proceduralnych. Ogółem barwy Lanús reprezentował przez cztery lata, będąc wyróżniającym się pomocnikiem ligi argentyńskiej.
Latem 2013 Pizarro za sumę czterech milionów dolarów przeszedł do meksykańskiego klubu Tigres UANL z siedzibą w Monterrey. W jego barwach 31 lipca 2013 w przegranym 1:2 meczu z Morelią zadebiutował w Liga MX, od razu zostając czołowym zawodnikiem ekipy i całej ligi. Pierwszą bramkę w lidze meksykańskiej strzelił 24 listopada tego samego roku w zremisowanym 2:2 pojedynku z Américą, zaś w wiosennym sezonie Clausura 2014 zdobył z Tigres puchar Meksyku – Copa MX. W tym samym roku zajął także drugie miejsce w krajowym superpucharze – Supercopa MX, natomiast podczas jesiennych rozgrywek Apertura 2014 zanotował z ekipą prowadzoną przez Ricardo Ferrettiego wicemistrzostwo kraju. W 2015 roku doszedł z Tigres do finału najbardziej prestiżowych rozgrywek południowoamerykańskiego kontynentu – Copa Libertadores, zaś bezpośrednio po tym otrzymał meksykańskie obywatelstwo w wyniku kilkuletniego zamieszkiwania w tym kraju. W sezonie Apertura 2015 wywalczył natomiast z Tigres tytuł mistrza Meksyku, tworząc podstawowy duet środkowych pomocników z Jesúsem Dueñasem, zaś w 2016 roku doszedł do finału Ligi Mistrzów CONCACAF.
| Sezon     | Klub        | Kraj      | Rozgrywki        | Mecze | Bramki |
| --------- | ----------- | --------- | ---------------- | ----- | ------ |
| 2009/2010 | CA Lanús    | Argentyna | Primera División | 21    | 1      |
| 2010/2011 | CA Lanús    | Argentyna | Primera División | 36    | 3      |
| 2011/2012 | CA Lanús    | Argentyna | Primera División | 31    | 0      |
| 2012/2013 | CA Lanús    | Argentyna | Primera División | 34    | 4      |
| 2013/2014 | Tigres UANL | Meksyk    | Liga MX          | 29    | 1      |
| 2014/2015 | Tigres UANL | Meksyk    | Liga MX          | 30    | 1      |
| 2015/2016 | Tigres UANL | Meksyk    | Liga MX          | 31    | 1      |
| 2016/2017 | Tigres UANL | Meksyk    | Liga MX          | 31    | 1      |
| 2017/2018 | Sevilla FC  | Hiszpania | Primera División | 24    | 1      |

## Kariera reprezentacyjna
W 2007 roku Pizarro został powołany przez szkoleniowca Miguela Tojo do reprezentacji Argentyny U-17 na Mistrzostwa Ameryki Południowej U-17, gdzie pełnił jednak głównie rolę rezerwowego i rozegrał cztery z dziewięciu możliwych spotkań (z czego tylko jedno w wyjściowym składzie), ani razu nie wpisując się na listę strzelców. Jego kadra zajęła natomiast na ekwadorskich boiskach trzecie miejsce. Pięć miesięcy później znalazł się w składzie na Mistrzostwa Świata U-17 w Korei Płd, podczas których miał z kolei pewną pozycję w wyjściowej jedenastce, występując we wszystkich możliwych pięciu meczach w pełnym wymiarze czasowym. Argentyńczycy, mający wówczas w składzie graczy takich jak Mateo Musacchio czy Eduardo Salvio, odpadli wówczas z juniorskiego mundialu w ćwierćfinale, przegrywając w nim z późniejszym triumfatorem – Nigerią (0:2).